# Catostomus ardens
Catostomus ardens е вид лъчеперка от семейство Catostomidae. Видът не е застрашен от изчезване.

## Разпространение
Разпространен е в САЩ.

## Описание
На дължина достигат до 65 cm.
Популацията на вида е стабилна.